# Підземна денудація
Підземна денудація — різновид денудації, винесення розчинних сполук або механічне переміщення твердих компонентів підземними водами. Це узагальнене поняття для таких добре відомих процесів як карст і суфозія. Підземна денудація активно вивчається гідрогеологією і інженерною геологією, є типовим екзогенним фактором (процеси зовнішньої динаміки Землі) і доповнює поверхневу денудацію, яка формує разом з ерозією і акумуляцією рельєф.
Денудація підземна приводить до утворення псевдокарстових форм у нерозчинних та водонепроникних породах за рахунок підземного розмиву, розчинення та винесення пухкого матеріалу. Виявляється у лесах, глинах, туфах.